# Live at the BBC: Volume One: In Session
Live at the BBC: Volume One: In Session is een muziekalbum van Strawbs. Ter gelegenheid van hun 40-jarig bestaan werden twee albums uitgegeven met opnamen die de BBC heeft gemaakt. Volume 1 betreft opnamen, die voor radio-uitzendingen zijn gemaakt, gedurende de jaren van opbouw van de band. De eerste opnamen (niet op dit album) begonnen toen de Strawbs nog de Strawberry Hill Boys heette. Tijdens de testopnamen zat iedereen goedkeurend te knikken, een gunstig teken, want de BBC keurde eerder The Rolling Stones (herrie, 1963)  en David Bowie (geen persoonlijkheid, 1965) af. Van opnamen voor de radio kwam het maar niet, totdat de BBC zonder artiesten zat en Dave Cousins zijn band nog maar eens onder de aandacht bracht. Cousins gaf later toe dat de BBC een belangrijke rol zou spelen in de ontwikkeling van de band. Bijzonder detail daarbij is dat de BBC hun grootste hit Part of the Union deels boycotte, waardoor het juist een hit werd. The battle was cruciaal voor de band, zo leerde de band Visconti kennen, die even later in zijn kielzog Rick Wakeman onder de aandacht bracht. Visconti en Wakeman kwamen beide van Bowie af, Visconti was toen al bekend, Wakeman een jonge knaap, die alles kon spelen wat men hem voorzette.

## Muziek
| Track | Titel                      | Welk programma                           | Wie speelt |
| ----- | -------------------------- | ---------------------------------------- | --- |
| 1     | The battle                 | Top Gear 10 december 1968                | Dave Cousins - zang, gitaar Ron Chesterman - contrabas Tony Hooper - gitaar Tony Visconti - blokfluit                                |
| 2     | Poor Jimmy Wilson          | idem                                     | idem |
| 3     | That which was once mine   | idem                                     | idem |
| 4     | Another day                | Peter Sarstedt 25 augustus 1969          | Dave Cousins - zang, gitaar Ron Chesterman - contrabas Tony Hooper - zang, gitaar Claire Deniz - cello                               |
| 5     | We'll meet again sometime  | idem                                     | idem |
| 6     | Canon Dale                 | Sounds of the Seventies 5 oktober 1969   | Dave Cousins - zang, gitaar John Ford – basgitaar Tony Hooper – zang, gitaar Richard Hudson - percussie, zang Rick Wakeman – toetsen |
| 7     | Song of a sad little girl  | idem                                     | idem |
| 8     | The hangman and the papist | Sounds of the Seventies 23 juni 1971     | idem |
| 9     | Witchwood                  | idem                                     | idem |
| 10    | Benedictus                 | Sounds of the Seventies 30 november 1971 | Dave Cousins - zang, gitaar John Ford - basgitaar Tony Hooper - zang, gitaar Richard Hudson – slagwerk Blue Weaver - toetsen         |
| 11    | New world                  | idem                                     | idem |
| 12    | Tomorrow                   | Soudns of the Seventies 19 april 1972    | idem |
| 13    | Is it today, Lord?         | idem                                     | idem |
| 14    | Heavy disguise             | idem                                     | idem |
| 15    | New world                  | idem                                     | idem |
| 16    | Here it comes              | idem                                     | idem |
| 17    | Lady Fuchsia               | Sequence 9 januari 1973                  | Dave Cousins - zang, gitaar Dave Lambert - zang, gitaar John Ford - basgitaar, zang Richard Hudson – drums Blue Weaver - toetsen     |
| 18    | Part of the Union          | idem                                     | idem |
| 19    | The winter and the summer  | idem                                     | idem |